# Leo Hayter
Leo Hayter (Londen, 10 augustus 2001) is een Brits wielrenner. Hij is de jongere broer van Ethan Hayter.

## Overwinningen
2019
Trofee van Vlaanderen
EPZ Omloop van Borsele
2020
Etappe 2b (TTT) Ronde van de Isard
2021
Luik-Bastenaken-Luik U23
2e etappe Ronde van Bretagne
 Brits kampioen tijdrijden, U23
2022
2e en 3e etappe Ronde van Italië voor beloften
 Eindklassement Ronde van Italië voor beloften
 Brits kampioen tijdrijden, U23

## Resultaten in voornaamste wedstrijden
|      | \| Jaar \| Brabantse Pijl \| Cadel Evans Great Ocean Road Race \| \| ---- \| -------------- \| --------------------------------- \| \| 2022 \| \| \| \| 2023 \| opgave \| 65e \| |                                   |
| Jaar | Brabantse Pijl | Cadel Evans Great Ocean Road Race |
| 2022 | |                                   |
| 2023 | opgave | 65e                               |

## Ploegen
- 2021 –  Development Team Sunweb
- 2021 –  Development Team DSM
- 2022 –  Hagens Berman Axeon
- 2023 –  INEOS Grenadiers
- 2024 –  INEOS Grenadiers

Amador · Bernal · Carapaz  · Castroviejo · De Plus · Dunbar · Fraile · Ganna   · Geoghegan Hart · E. Hayter · Heiduk · Kwiatkowski · Martínez · Narváez · Pidcock · Plapp · Porte ·  Puccio · Rivera · Rodriguez · Rowe · Sheffield · Sivakov · Swift · Thomas · Tulett · Turner · Van Baarle · Viviani · Wurf · Yates · L. Hayter (stagiair)